# Список советских стрелковых дивизий, участвовавших в операции «Багратион»
Белорусская наступательная операция или «Операция Багратион» — крупномасштабная наступательная операция Великой Отечественной войны, проводившаяся 23 июня — 29 августа 1944 года. Названа так в честь российского полководца Отечественной войны 1812 года П. И. Багратиона. Эта операция одна из крупнейших военных операций за всю историю человечества.
Ниже представлен список советских стрелковых дивизий, которые принимали участие в этой операции.

## Гвардейские стрелковые дивизии
| Наименование дивизии                 | Период              | Командиры                                                                                                 | Начальники политотделов                                            |
| ------------------------------------ | ------------------- | --- | ------------------------------------------------------------------ |
| 1-я гвардейская стрелковая дивизия   | весь период         | полковник Толстиков П. Ф. с 21.7.44 — генерал-майор Пастревич А. И. с 4.8.44 — подполковник Портнов С. И. | полковник Акимов В. Д.                                             |
| 2-я гвардейская стрелковая дивизия   | 8 июля — 29 августа | генерал-майор Самохвалов Н. С.                                                                            | полковник Пилипенко В. М.                                          |
| 3-я гвардейская стрелковая дивизия   | 8 июля — 29 августа | полковник Полищук Г. Ф.                                                                                   | полковник Фишман З. Л.                                             |
| 5-я гвардейская стрелковая дивизия   | весь период         | полковник Волков Н. Л.                                                                                    | полковник Шеренгин И. Г.                                           |
| 9-я гвардейская стрелковая дивизия   | весь период         | генерал-майор Бабахин Н. И. с 30.6.44 — полковник Вербов Я. Я. с 22.7.44 — полковник Савчук В. И.         | подполковник Крайнюков И. И.                                       |
| 11-я гвардейская стрелковая дивизия  | весь период         | генерал-майор Цыганов Н. Г.                                                                               | полковник Пастухов И. А.                                           |
| 12-я гвардейская стрелковая дивизия  | 23 июня — 30 июля   | полковник Мальков Д. К.                                                                                   | полковник Юхов А. И.                                               |
| 16-я гвардейская стрелковая дивизия  | весь период         | генерал-майор Рыжиков Е. В. с 21.8.44 — генерал-майор Васильев Г. А.                                      | полковник Котунов А. А.                                            |
| 17-я гвардейская стрелковая дивизия  | весь период         | генерал-майор Квашнин А. П.                                                                               | полковник Пшеничный С. С. с 3.8.44 — полковник Малахов К. Д.       |
| 18-я гвардейская стрелковая дивизия  | весь период         | полковник Даниелян С. М. с 30.7.44 — полковник Ревенко В. К.                                              | подполковник Холод М. Д.                                           |
| 19-я гвардейская стрелковая дивизия  | весь период         | полковник Бибиков П. Н.                                                                                   | подполковник Пекарев А. В.                                         |
| 21-я гвардейская стрелковая дивизия  | 1 июля — 29 августа | полковник Артамонов И. И.                                                                                 | полковник Толстопятенко А. Ф.                                      |
| 24-я гвардейская стрелковая дивизия  | 8 июля — 29 августа | полковник Колесников Г. Я. с 19.7.44 — генерал-майор Еременко Я. Ф. с 11.8.44 — полковник Домрачев П. Н.  | подполковник Ермоленко Н. Д.                                       |
| 26-я гвардейская стрелковая дивизия  | весь период         | генерал-майор Чернов Г. И.                                                                                | подполковник Сотуленко А. П. с 6.7.44 — подполковник Баранов В. П. |
| 27-я гвардейская стрелковая дивизия  | весь период         | генерал-майор Глебов В. С.                                                                                | подполковник Никашин Д. П.                                         |
| 31-я гвардейская стрелковая дивизия  | весь период         | генерал-майор Щербина И. К. с 7.7.44 — генерал-майор Бурмаков И. Д.                                       | полковник Рождественский И. И.                                     |
| 32-я гвардейская стрелковая дивизия  | 8 июля — 29 августа | генерал-майор Закуренков Н. К.                                                                            | подполковник Исаев П. М.                                           |
| 33-я гвардейская стрелковая дивизия  | 8 июля — 29 августа | генерал-майор Волосатых П. М.                                                                             | подполковник Домников В. М.                                        |
| 35-я гвардейская стрелковая дивизия  | весь период         | генерал-майор Кулагин И. Я.                                                                               | подполковник Жижинов И. А.                                         |
| 37-я гвардейская стрелковая дивизия  | весь период         | полковник Морозов В. Л.                                                                                   | полковник Смирнов А. М.                                            |
| 38-я гвардейская стрелковая дивизия  | весь период         | генерал-майор Соловьёв Г. М.                                                                              | подполковник Воловик М. П.                                         |
| 39-я гвардейская стрелковая дивизия  | весь период         | подполковник Штриголь В. М. с 10.8.44 — Марченко Е. Т.                                                    | подполковник Онищук П. К.                                          |
| 44-я гвардейская стрелковая дивизия  | весь период         | генерал-майор Борисов В. А.                                                                               | полковник Мельников А. В.                                          |
| 46-я гвардейская стрелковая дивизия  | весь период         | полковник Васильев К. А.                                                                                  | полковник Гурьянов С. П.                                           |
| 47-я гвардейская стрелковая дивизия  | весь период         | полковник Шугаев В. М.                                                                                    | подполковник Николаев Л. П.                                        |
| 48-я гвардейская стрелковая дивизия  | весь период         | генерал-майор Корчиков Г. Н.                                                                              | подполковник Митин И. А.                                           |
| 50-я гвардейская стрелковая дивизия  | весь период         | генерал-майор Владычанский А. С.                                                                          | подполковник Липкинд М. Л.                                         |
| 51-я гвардейская стрелковая дивизия  | весь период         | генерал-майор Черников С. В. с 24.8.44 — полковник Пряхин И. Ф.                                           | полковник Шкурба П. Г.                                             |
| 54-я гвардейская стрелковая дивизия  | весь период         | генерал-майор Данилов М. М.                                                                               | полковник Митрофанов А. А.                                         |
| 55-я гвардейская стрелковая дивизия  | весь период         | генерал-майор Турчинский А. П.                                                                            | Подполковник Ноженко К. А.                                         |
| 57-я гвардейская стрелковая дивизия  | весь период         | генерал-майор Шеменков А. Д. с 15.8.44 — полковник Зализюк П. И.                                          | подполковник Лобанов А. К.                                         |
| 67-я гвардейская стрелковая дивизия  | весь период         | генерал-майор Баксов А. И. с 22.8.44 — генерал-майор Еременко Я. Ф.                                       | полковник Бронников М. М.                                          |
| 71-я гвардейская стрелковая дивизия  | весь период         | генерал-майор Сиваков И. П. с 9.8.44 — генерал-майор Куропатенко Д. С.                                    | полковник Егоров В. Ф.                                             |
| 74-я гвардейская стрелковая дивизия  | весь период         | генерал-майор Баканов Д. Е.                                                                               | Полковник Кутовой И. С.                                            |
| 75-я гвардейская стрелковая дивизия  | 23 июня — 6 августа | генерал-майор Горошний В. А.                                                                              | полковник Багнюк А. С.                                             |
| 76-я гвардейская стрелковая дивизия  | весь период         | генерал-майор Кирсанов А. В.                                                                              | полковник Гнилуша П. Г.                                            |
| 77-я гвардейская стрелковая дивизия  | весь период         | генерал-майор Аскалепов В. С.                                                                             | полковник Меденников А. Ф.                                         |
| 79-я гвардейская стрелковая дивизия  | весь период         | генерал-майор Вагин Л. И.                                                                                 | полковник Храпов В. А.                                             |
| 82-я гвардейская стрелковая дивизия  | весь период         | генерал-майор Хетагуров Г. И.                                                                             | подполковник Травин Д. Н.                                          |
| 83-я гвардейская стрелковая дивизия  | весь период         | генерал-майор Маслов А. Г.                                                                                | подполковник Асламов В. И.                                         |
| 84-я гвардейская стрелковая дивизия  | весь период         | генерал-майор Петерс Г. Б.                                                                                | полковник Евсеев П. П.                                             |
| 87-я гвардейская стрелковая дивизия  | 8 июля — 29 августа | полковник Тымчик К. Я.                                                                                    | подполковник Липецкий Д. С.                                        |
| 88-я гвардейская стрелковая дивизия  | весь период         | генерал-майор Панков Б. Н.                                                                                | подполковник Подчалло П. Л.                                        |
| 90-я гвардейская стрелковая дивизия  | весь период         | генерал-майор Власов В. Е.                                                                                | подполковник Шадура А. Д.                                          |
| 91-я гвардейская стрелковая дивизия  | весь период         | полковник Кожанов В. И.                                                                                   | полковник Фисунов П. А.                                            |
| 96-я гвардейская стрелковая дивизия  | весь период         | генерал-майор Кузнецов С. Н.                                                                              | полковник Чепуров Д. С.                                            |
| 120-я гвардейская стрелковая дивизия | весь период         | генерал-майор Фогель Я. Я. с 15.7.44 — полковник Телков П. С.                                             | подполковник Аносов К. М.                                          |

## Стрелковые дивизии
| Наименование дивизии     | Период              | Командиры | Начальники политотделов                                            |
| ------------------------ | ------------------- | --- | ------------------------------------------------------------------ |
| 1-я стрелковая дивизия   | весь период         | полковник Бакуев Л. А. | подполковник Тутыхин А. Г.                                         |
| 4-я стрелковая дивизия   | весь период         | генерал-майор Фуртенко П. С. | подполковник Софинский А. С.                                       |
| 5-я стрелковая дивизия   | весь период         | полковник Михалицын П. Т. | полковник Уткин Д. М.                                              |
| 15-я стрелковая дивизия  | весь период         | генерал-майор Гребенник К. Е. | полковник Ковалёв Н. Г.                                            |
| 16-я стрелковая дивизия  | весь период         | генерал-майор Карвялис В. А. | генерал-майор Мацияускас И. И.                                     |
| 17-я стрелковая дивизия  | весь период         | подполковник Лукин А. П. | подполковник Смирнов П. П.                                         |
| 20-я стрелковая дивизия  | весь период         | генерал-майор Иоскевич И. Ф. с 4.7.44 — полковник Петунин, Н. И. с 9.7.44 — полковник Нестеренко И. Г.                            | полковник Колыванов М. И.                                          |
| 23-я стрелковая дивизия  | весь период         | полковник Бастеев И. В. | подполковник Фролов А. И.                                          |
| 28-я стрелковая дивизия  | 1 июля — 29 августа | полковник Фёдоров В. П. | подполковник Шапиро М. Х.                                          |
| 29-я стрелковая дивизия  | весь период         | полковник Макарьев А. К. | подполковник Чистилин И. К.                                        |
| 32-я стрелковая дивизия  | весь период         | полковник Штейгер П. К. с 26.7.44 — полковник Белов А. С.                                                                         | подполковник Анненков Н. И.                                        |
| 41-я стрелковая дивизия  | весь период         | генерал-майор Черняк С. И. | полковник Морозов А. И.                                            |
| 42-я стрелковая дивизия  | весь период         | полковник Слиц А. И. | полковник Ильященко М. В.                                          |
| 47-я стрелковая дивизия  | весь период         | полковник Черноус П. В. | подполковник Ставчанский З. Ю. с 27.6.44 — Жидков М. Ф.            |
| 49-я стрелковая дивизия  | весь период         | генерал-майор Богданович П. К. | полковник Иванов И. А.                                             |
| 51-я стрелковая дивизия  | весь период         | генерал-майор Хвостов А. Я. | полковник Леонов Т. Г.                                             |
| 55-я стрелковая дивизия  | 23 июня — 30 июля   | полковник Андрусенко К. М. | полковник Ивушкин Н. Б.                                            |
| 60-я стрелковая дивизия  | весь период         | генерал-майор Чернов В. Г. | подполковник Погорелый С. П.                                       |
| 61-я стрелковая дивизия  | весь период         | полковник Шацков А. Г. | подполковник Товмасян С. А.                                        |
| 62-я стрелковая дивизия  | весь период         | генерал-майор Бородкин П. Г. | полковник Михеев М. Ф.                                             |
| 63-я стрелковая дивизия  | весь период         | генерал-майор Ласкин Н. М. | полковник Кузьмин А. И.                                            |
| 64-я стрелковая дивизия  | весь период         | генерал-майор Шкрылев Т. К. | полковник Китаев А. Ф. с 22.8.44 — подполковник Бойченко И. В.     |
| 69-я стрелковая дивизия  | весь период         | генерал-майор Санковский И. И. | полковник Карпиков С. Я.                                           |
| 70-я стрелковая дивизия  | весь период         | полковник Колесников М. М. с 22.7.44 — Красновский С. А.                                                                          | подполковник Герасимчук Н. К. с 28.7.44 — Иевлев И. Д.             |
| 73-я стрелковая дивизия  | весь период         | полковник Петровский С. Ф. с 21.7.44 — полковник Матронин В. И.                                                                   | подполковник Анохин А. С.                                          |
| 76-я стрелковая дивизия  | весь период         | полковник Выдриган З. П. с 8.7.44 — полковник Гервасиев А. Н.                                                                     | подполковник Волков А. Я. с 11.8.44 — Долгополов В. А.             |
| 77-я стрелковая дивизия  | 1 июля — 29 августа | генерал-майор Родионов А. П. | полковник Малышев В. Н.                                            |
| 82-я стрелковая дивизия  | 23 июня — 6 августа | генерал-майор Писарев И. В. | полковник Севастьянов Г. Я. с 18.7.44 — Абрамов И. Ф.              |
| 87-я стрелковая дивизия  | 1 июля — 29 августа | полковник Куляко Г. П. | полковник Антонов Т. Н.                                            |
| 88-я стрелковая дивизия  | весь период         | полковник Ковтунов Ф. Т. | подполковник Попков И. И.                                          |
| 91-я стрелковая дивизия  | 1 июля — 29 августа | полковник Собянин Е. К. | подполковник Мартынов Г. С.                                        |
| 95-я стрелковая дивизия  | весь период         | полковник Артемьев С. К. | подполковник Нестеров А. И.                                        |
| 96-я стрелковая дивизия  | весь период         | генерал-майор Булатов Ф. Г. | подполковник Барыкин М. А.                                         |
| 97-я стрелковая дивизия  | весь период         | полковник Шишов Ф. Ф. с 4.7.44 — полковник Жеков-Багатырев Ф. Х. с 22.8.44 — полковник Цукарев С. И.                              | подполковник Сергеев Н. И.                                         |
| 102-я стрелковая дивизия | весь период         | полковник Погребняк М. П. | подполковник Сорокин К. Р.                                         |
| 108-я стрелковая дивизия | весь период         | генерал-майор Теремов П. А. | подполковник Жегалов А. И.                                         |
| 110-я стрелковая дивизия | весь период         | полковник Гужавин В. А. с 16.7.44 — полковник Тарасов С. М.                                                                       | полковник Канцедал П. Н.                                           |
| 117-я стрелковая дивизия | весь период         | генерал-майор Коберидзе Е. Г. | подполковник Яремчук Ф. Л.                                         |
| 119-я стрелковая дивизия | весь период         | генерал-майор Хорун И. И. с 19.7.44 — полковник Торопчин И. М.                                                                    | подполковник Шишкин В. А.                                          |
| 126-я стрелковая дивизия | 8 июля — 29 августа | полковник Казаков А. И. | полковник Григориев Я. Н.                                          |
| 129-я стрелковая дивизия | весь период         | генерал-майор Панчук И. В. | подполковник Коцен Е. Г.                                           |
| 130-я стрелковая дивизия | весь период         | полковник Сычёв К. В. | майор Семёнов П. С.                                                |
| 132-я стрелковая дивизия | весь период         | полковник Цвинтарный Я. Г. с 21.8.44 — полковник Смирнов Н. В.                                                                    | подполковник Ляпин Ф. С.                                           |
| 134-я стрелковая дивизия | весь период         | генерал-майор Марцинкевич В. Н. с 31.7.44 — полковник Бойцов А. Г.                                                                | полковник Луговов М. Т.                                            |
| 137-я стрелковая дивизия | весь период         | генерал-майор Жабреев Ф. Н. | полковник Семёнов М. Е.                                            |
| 139-я стрелковая дивизия | весь период         | генерал-майор Кириллов И. К. | подполковник Двоськин М. И.                                        |
| 143-я стрелковая дивизия | весь период         | полковник Заикин М. М. | полковник Гаранин Ф. И.                                            |
| 144-я стрелковая дивизия | весь период         | полковник Донец А. А. | полковник Гусаков Н. Т.                                            |
| 145-я стрелковая дивизия | весь период         | генерал-майор Диброва П. А. | полковник Новиков П. М.                                            |
| 152-я стрелковая дивизия | весь период         | полковник Кузин А. М. | подполковник Михайлов А. И.                                        |
| 153-я стрелковая дивизия | весь период         | полковник Щенников А. А. | подполковник Разгонюк Д. В.                                        |
| 154-я стрелковая дивизия | весь период         | полковник Сочилов Л. Т. с 12.7.44 — полковник Москаленко А. П.                                                                    | подполковник Гранцев И. И.                                         |
| 156-я стрелковая дивизия | весь период         | генерал-майор Грызлов Ф. И. | подполковник Алексеев Е. И.                                        |
| 157-я стрелковая дивизия | весь период         | полковник Катюшин В. А. | полковник Сердюк Е. М.                                             |
| 158-я стрелковая дивизия | весь период         | полковник Гончаров Д. И. | полковник Михайлов И. И.                                           |
| 159-я стрелковая дивизия | весь период         | генерал-майор Калинин Н. В. | подполковник Костюк Д. М.                                          |
| 160-я стрелковая дивизия | весь период         | генерал-майор Тимофеев Н. С. | подполковник Халилов Г. И.                                         |
| 164-я стрелковая дивизия | весь период         | полковник Синицын Г. И. | подполковник Игнатенков И. Т.                                      |
| 165-я стрелковая дивизия | весь период         | полковник Каладзе Н. И. | полковник Столяров В. Д.                                           |
| 166-я стрелковая дивизия | весь период         | генерал-майор Светляков А. И. | подполковник Куринный Д. Е.                                        |
| 169-я стрелковая дивизия | весь период         | полковник Верёвкин Ф. А. | полковник Сергеев М. Н.                                            |
| 170-я стрелковая дивизия | весь период         | полковник Пузыревский А. М. с 1.7.44 — полковник Матронин В. И. с 21.7.44 — полковник Цыпленков С. Г.                             | подполковник Гордеев В. П. с 3.8.44 — подполковник Вислов И. М.    |
| 173-я стрелковая дивизия | весь период         | полковник Климахин С. Е. | полковник Косачев А. И.                                            |
| 174-я стрелковая дивизия | весь период         | полковник Демин Н. И. | подполковник Устинов Г. К.                                         |
| 175-я стрелковая дивизия | весь период         | полковник Дроздов Н. Н. с 8.8.44 — полковник Выдриган З. П.                                                                       | подполковник Абрамов А. К.                                         |
| 179-я стрелковая дивизия | весь период         | полковник Шкурин М. М. | полковник Шишкин Д. М.                                             |
| 184-я стрелковая дивизия | весь период         | генерал-майор Городовиков Б. Б.                                                                                                   | полковник Кашунин А. Е.                                            |
| 185-я стрелковая дивизия | весь период         | полковник Аксёнов С. И. с 7.7.44 — полковник Глушко А. В. с 11.8.44 — полковник Смирнов Н. В. с 22.8.44 — полковник Шехтман З. С. | полковник Беляев С. А.                                             |
| 186-я стрелковая дивизия | весь период         | генерал-майор Ревуненков Г. В. | полковник Кудрявцев П. Г.                                          |
| 192-я стрелковая дивизия | весь период         | полковник Ковалевский А. М. с 2.7.44 — генерал-майор Маскутов Р. Г. с 22.8.44 — полковник Попов К. С.                             | подполковник Кица П. Н.                                            |
| 193-я стрелковая дивизия | весь период         | генерал-майор Фроленков А. Г. | подполковник Орехов Н. Д.                                          |
| 194-я стрелковая дивизия | весь период         | полковник Опякин П. П. | подполковник Айзенштат А. Н.                                       |
| 199-я стрелковая дивизия | весь период         | полковник Пояров В. Я. с 17.8.44 — генерал-майор Кононенко М. П. с 24.8.44 — генерал-майор Масленников Н. К.                      | полковник Крымский И. В.                                           |
| 200-я стрелковая дивизия | 1 июля — 29 августа | генерал-майор Краснов И. А. с 15.7.44 — генерал-майор Ляшенко Е. А. с 24.8.44 — полковник Асафьев В. А.                           | подполковник Устинов П. И.                                         |
| 204-я стрелковая дивизия | весь период         | полковник Байдак К. М. | подполковник Толстобров А. Е.                                      |
| 212-я стрелковая дивизия | 23 июня — 30 июля   | полковник Кучинев В. Г. | подполковник Оноприенков А. Е.                                     |
| 215-я стрелковая дивизия | весь период         | генерал-майор Казарян А. А. | полковник Новожилов И. И.                                          |
| 216-я стрелковая дивизия | 1 июля — 29 августа | генерал-майор Малюков Г. Ф. | полковник Володарский Л. Г.                                        |
| 217-я стрелковая дивизия | весь период         | полковник Массонов Н. П. с 18.7.44 — генерал-майор Сурченко А. И. с 31.7.44 — полковник Григорьян Г. А.                           | подполковник Мизернов С. Г. с 21.7.44 — подполковник Жуйков Д. Н.  |
| 220-я стрелковая дивизия | весь период         | полковникПолевик В. А. | полковник Ковырин И. П.                                            |
| 222-я стрелковая дивизия | весь период         | полковник Юрин А. Н. с 4.8.44 — полковник Савчук Г. П.                                                                            | полковник Гуськов М. Ф.                                            |
| 234-я стрелковая дивизия | весь период         | полковник Турьев С. И. | подполковник Вашкин Ф. К.                                          |
| 235-я стрелковая дивизия | весь период         | полковник Луцкевич И. Л. | подполковник Русов М. П.                                           |
| 238-я стрелковая дивизия | весь период         | генерал-майор Красноштанов И. Д.                                                                                                  | подполковник Вирачев В. Н. с 22.8.44 — подполковник Рыбин И. В.    |
| 239-я стрелковая дивизия | 1 июля — 29 августа | полковник Ордановский А. Я. с 27.7.44 — генерал-майор Введенский К. В.                                                            | полковник Чичин Я. А.                                              |
| 247-я стрелковая дивизия | весь период         | генерал-майор Мухин Г. Д. | полковник Слуховский И. Н.                                         |
| 250-я стрелковая дивизия | весь период         | генерал-майор Мохин И. В. с 20.7.44 полковник Греков М. А. с 24.7.44 — полковник Абилов М. Р.                                     | подполковник Крылов С. Н.                                          |
| 251-я стрелковая дивизия | весь период         | генерал-майор Вольхин А. А. с 12.7.44 — полковник Бирстейн Е. Я.                                                                  | подполковник Селектор М. З. с 6.7.44 — полковник Поршаков Г. М.    |
| 257-я стрелковая дивизия | 1 июля — 29 августа | полковник Майков А. Г. | подполковник Саркисьян С. М.                                       |
| 260-я стрелковая дивизия | весь период         | полковник Булгаков В. И. | полковник Колунов А. И.                                            |
| 262-я стрелковая дивизия | весь период         | генерал-майор Усачёв З. Н. | полковник Кулаженко П. К.                                          |
| 263-я стрелковая дивизия | 8 июля — 29 августа | генерал-майор Пыхтин А. М. | полковник Артюхин Д. Я.                                            |
| 267-я стрелковая дивизия | 1 июля — 29 августа | генерал-майор Толстов А. И. | Неизвестно                                                         |
| 269-я стрелковая дивизия | весь период         | генерал-майор Кубасов А. Ф. | подполковник Кузьмич А. М.                                         |
| 270-я стрелковая дивизия | весь период         | генерал-майор Беляев И. П. | полковник Мельников И. В.                                          |
| 274-я стрелковая дивизия | весь период         | генерал-майор Шульга В. П. | подполковник Петров А. Т.                                          |
| 277-я стрелковая дивизия | весь период         | генерал-майор Гладышев С. Т. | подполковник Белоусов И. А.                                        |
| 279-я стрелковая дивизия | 1 июля — 29 августа | генерал-майор Потапенко В. С. | подполковник Сугробов И. А.                                        |
| 283-я стрелковая дивизия | весь период         | полковник Коновалов В. А. | подполковник Коваленко Т. А.                                       |
| 290-я стрелковая дивизия | весь период         | генерал-майор Гаспарян И. Г. | полковник Поляков И. М.                                            |
| 306-я стрелковая дивизия | весь период         | генерал-майор Кучерявенко М. И.                                                                                                   | полковник Гетманов Н. Я.                                           |
| 307-я стрелковая дивизия | весь период         | генерал-майор Еншин М. А. с 26.6.44 — генерал-майор Далматов В. Н.                                                                | полковник Кяргин А. В.                                             |
| 311-я стрелковая дивизия | 1 июля — 29 августа | полковник Владимиров Б. А. | подполковник Хирный В. И.                                          |
| 312-я стрелковая дивизия | весь период         | генерал-майор Моисеевский А. Г.                                                                                                   | подполковник Фирсунин В. Я. с 22.8.44 — подполковник Судаков А. Н. |
| 323-я стрелковая дивизия | весь период         | генерал-майор Маслов В. Т. | полковник Лебедевич И. Н.                                          |
| 324-я стрелковая дивизия | весь период         | полковник Казак И. К. | подполковник Бахтин К. С.                                          |
| 328-я стрелковая дивизия | весь период         | полковник Павловский И. Г. | подполковник Маргулис А. В.                                        |
| 330-я стрелковая дивизия | весь период         | полковник Гусев В. А. | подполковник Вьюгин В. А.                                          |
| 331-я стрелковая дивизия | весь период         | генерал-майор Берестов П. Ф. | подполковник Шилович П. М.                                         |
| 332-я стрелковая дивизия | весь период         | полковник Егошин Т. Ф. с 2.8.44 — полковник Савченко И. И.                                                                        | полковник Булашов В. Н.                                            |
| 334-я стрелковая дивизия | весь период         | полковник Гнедин В. Т. с 16.7.44 — полковник Краснов Н. И.                                                                        | полковник Уваров Ф. Л.                                             |
| 338-я стрелковая дивизия | весь период         | полковник Бабаян А. Г. | полковник Пономарёв А. А.                                          |
| 343-я стрелковая дивизия | весь период         | генерал-майор Якимович А. И. с 26.8.44 — генерал-майор Кроник А. Л.                                                               |                                                                    |
| 344-я стрелковая дивизия | весь период         | полковник Дружинин Г. И. | подполковник Конаков П. Т. с 22.8.44 — полковник Еременко А. П.    |
| 346-я стрелковая дивизия | 8 июля — 29 августа | генерал-майор Станкевский Д. И.                                                                                                   | полковник Пантюхов А. С.                                           |
| 347-я стрелковая дивизия | 1 июля — 29 августа | генерал-майор Юхимчук А. Х. | полковник Семиглазов К. К.                                         |
| 348-я стрелковая дивизия | весь период         | генерал-майор Никитин Н. А. | подполковник Кичигин М. А.                                         |
| 352-я стрелковая дивизия | весь период         | генерал-майор Стриженко Н. М. с 24.8.44 — полковник Буланов Г. А.                                                                 | подполковник Галалихин И. И.                                       |
| 354-я стрелковая дивизия | весь период         | полковник Вдовин С. А. с 29.6.44 — полковник Джанджгава В. Н.                                                                     | подполковник Буцол В. К.                                           |
| 356-я стрелковая дивизия | 23 июня — 5 августа | генерал-майор Макаров М. Г. | подполковник Манукянц М. С.                                        |
| 357-я стрелковая дивизия | весь период         | генерал-майор Кудрявцев А. Г. | подполковник Минин А. А.                                           |
| 360-я стрелковая дивизия | весь период         | генерал-майор Чиннов И. И. | полковник Першин С. Г.                                             |
| 362-я стрелковая дивизия | весь период         | генерал-майор Далматов В. Н. с 26.6.44 — генерал-майор Еншин М. А.                                                                | подполковник Яковлев П. Н.                                         |
| 369-я стрелковая дивизия | весь период         | генерал-майор Лазаренко И. С. с 26.6.44 — полковник Галайко П. С.                                                                 | полковник Серебрийский А. Д.                                       |
| 370-я стрелковая дивизия | весь период         | полковник Корсунь М. М. с 19.8.44 — полковник Гавилевский П. С.                                                                   | полковник Москаленко И. М.                                         |
| 371-я стрелковая дивизия | весь период         | генерал-майор Алексеенко В. Л. с 5.7.44 — полковник Цукарев С. И. с 24.8.44 — Алексеенко В. Л.                                    | полковник Лыткин И. И.                                             |
| 378-я стрелковая дивизия | 1 июля — 29 августа | генерал-майор Белов А. Р. | подполковник Ревенков В. А.                                        |
| 380-я стрелковая дивизия | весь период         | генерал-майор Кустов А. Ф. | полковник Кокорин М. А.                                            |
| 385-я стрелковая дивизия | весь период         | полковник Супрунов М. Ф. | полковник Михайлов А. М.                                           |
| 397-я стрелковая дивизия | 23 июня — 30 июля   | полковник Андоньев Н. Ф. | полковник Зяблов М. И.                                             |
| 399-я стрелковая дивизия | весь период         | генерал-майор Казакевич Д. В. | подполковник Дубенский М. А.                                       |
| 413-я стрелковая дивизия | весь период         | полковник Мулов И. В. | подполковник Зюбин А. М.                                           |
| 415-я стрелковая дивизия | 23 июня — 30 июля   | полковник Мощалков П. И. | полковник Кудря А. Я.                                              |
| 417-я стрелковая дивизия | 1 июля — 21 августа | генерал-майор Бобраков Ф. М. | подполковник Паничкин И. К.                                        |